# Manfred Bukofzer
Manfred Fritz Bukofzer (Oldemburgo, 27 de marzo de 1910 – Berkeley, 7 de diciembre de 1955) fue un musicólogo alemán, nacionalizado estadounidense, especializado en la música barroca.

## Biografía
Comenzó los estudios de Derecho en la Universidad de Heidelberg, que pronto abandonó para dedicarse a la musicología. En 1930 se trasladó a Berlín para estudiar en el Conservatorio Stern con Friedrich Blume (musicología) y Paul Hindemith (composición), así como con Michael Taube. En 1933 abandonó Alemania y se trasladó a la Universidad de Basilea, donde se doctoró en 1936. En 1939 emigró a los Estados Unidos y en 1945 adquirió la nacionalidad estadounidense. Tras impartir clases en Cleveland (Universidad Case Western Reserve, 1940-1941), fue profesor en la Universidad de California en Berkeley desde 1941 hasta su muerte, ocurrida en 1955 a causa de un mieloma múltiple.
Bukofzer fue un reconocido historiador de la música antigua, especialmente de la música barroca. Su libro Music in the Baroque Era (publicado en español como La música en la época barroca) sigue siendo una de las principales obras de referencia sobre la materia. Además, Bukofzer era también especialista en la música inglesa y teoría musical de los siglos XIV al XVI. También se interesó por el jazz (su primer artículo lo escribió a los 19 años) y la etnomusicología.
Los archivos Bukofzer, que contienen transcripciones y notas inéditas, se conservan en la Biblioteca Musical de la Universidad de California.

## Publicaciones seleccionadas
- «Soziologie des Jazz». Melos (en alemán) 8: 387-391. 1929.
- «Zur Interpretation des Fauxbourdon-Begriffs». Mitteilungen der Schweizerischer musikforschenden Gesellschaft (en alemán) 2 (4): 61-73. 1935.
- «Über Leben und Werke von Dunstable». Acta Musicologica (en alemán) 8 (3/4): 102-119. 1936. doi:10.2307/932037 – via JSTOR.
- Music in the Baroque Era: From Monteverdi to Bach (en inglés). Nueva York: W. W. Norton & Company. 1947. OCLC 318558558.
  - La música en la época barroca: de Monteverdi a Bach (José María Martín Triana, Clara Janés, trad.). Alianza Música (2ª edición). Alianza Editorial. 2002. ISBN 978-84-206-6468-2.
- Studies in Medieval and Renaissance Music (en inglés). Nueva York: W. W. Norton & Company. 1950. ISBN 9780393002416. OCLC 599423 – via Internet Archive.
- «John Dunstable: A Quincentenary Report». The Musical Quarterly (en inglés) 40 (1): 29-49. 1954. doi:10.1093/mq/XL.1.29 – via JSTOR.